# Westfälisches Ulanen-Regiment Nr. 5

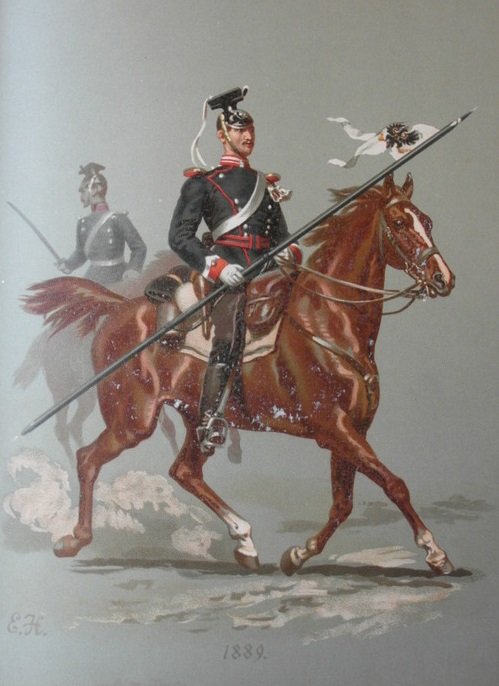
Reiter des Westfälischen Ulanen-Regiments Nr. 5, 1889, Chromolithografie nach einer Vorlage von Emil Hünten

Das Westfälische Ulanen-Regiment Nr. 5 war ein vom 7. März 1815 bis zum 1. Oktober 1919 bestehender Kavallerieverband der Preußischen Armee.

## Geschichte
Das Regiment wurde während der Befreiungskriege am 7. März 1815 formiert, als Napoleon Bonaparte sein Exil auf Elba am 1. März 1815 verlassen hatte und im Begriff war, eine neue Armee aufzustellen, mit der er im Sommerfeldzug von 1815 gegen die im Wiener Kongress versammelten Mächte wieder in das politische Geschehen eingreifen konnte. Das Ulanen-Regiment wurde aus je einer Eskadron der Schlesischen Ulanen, des Brandenburgischen Ulanen-Regiments und der Bergischen Husaren gebildet. Nachdem das Regiment zunächst im Grenzschutz eingesetzt war, erhielt es seine Feuertaufe in der Schlacht bei Ligny. Ferner beteiligte es sich an der Schlacht bei Wavre und zog mit dem III. Korps der Armee vom Niederrhein unter der Führung von Gebhard Leberecht von Blücher in Richtung Paris. Am 31. Oktober 1815 zog das Königreich Preußen die Einheit in eine Garnison in der Provinz Schlesien zurück.

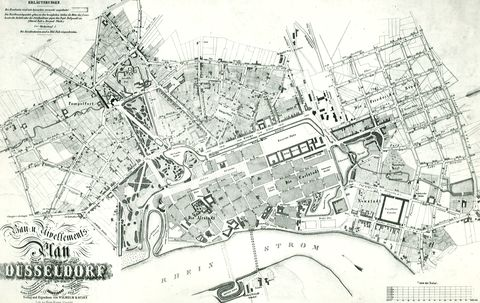
Bau- und Nivellements-Plan über die Erweiterung der Stadt Düsseldorf, 1854: Die bis 1822 erbauten Reiterkasernen des Westfälischen Ulanen-Regiments Nr. 5 und des 2. Westfälischen Husaren-Regiments Nr. 11 sind in der rechten Planhälfte als großes Gebäude-Karree zu erkennen.

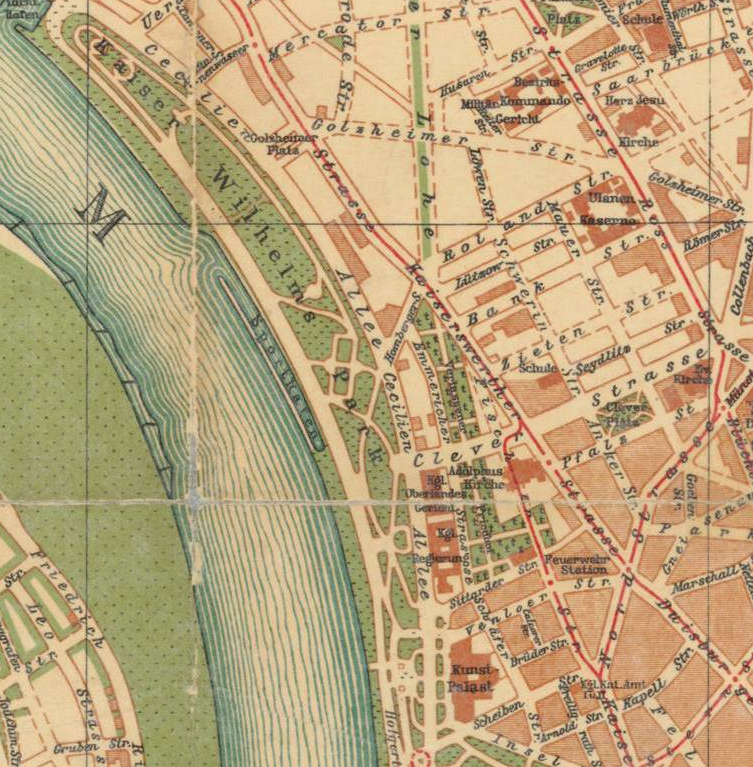
Darstellung der „Ulanen-Kaserne“ an der Roßstraße in einem Stadtplan von 1909

Am 29. Juni 1822 wurde das Regiment, das zusammen mit dem 11. Husaren-Regiment dem VII. Armee-Korps, der 14. Division und der 14. Kavallerie-Brigade unterstellt war, in der Garnison Düsseldorf stationiert. Deren Reiterkasernen, die bis 1822 von Gottfried Bandhauer errichtet wurden, lagen zwischen der Kavalleriestraße (heute Jürgensplatz) und der Neusser Straße. Als im Zuge der Deutschen Revolution und der Reichsverfassungskampagne Aufständische in der Nacht vom 9. auf den 10. Mai in Düsseldorf Barrikaden errichteten, wurden Teile des Regiments gegen die Revolutionäre eingesetzt. Am folgenden Tag wiederholte sich ein ähnlicher Einsatz im benachbarten Neuss.
Im Deutschen Krieg von 1866 nahm das Regiment bei der 14. Infanterie-Division an den Operationen der Elbarmee teil, wobei es an der kampflosen Einnahme Dresdens ebenso beteiligt war wie an den Schlachten bei Münchengrätz und Königgrätz. Der anschließende Vormarsch führte bis vor die Tore Wiens.

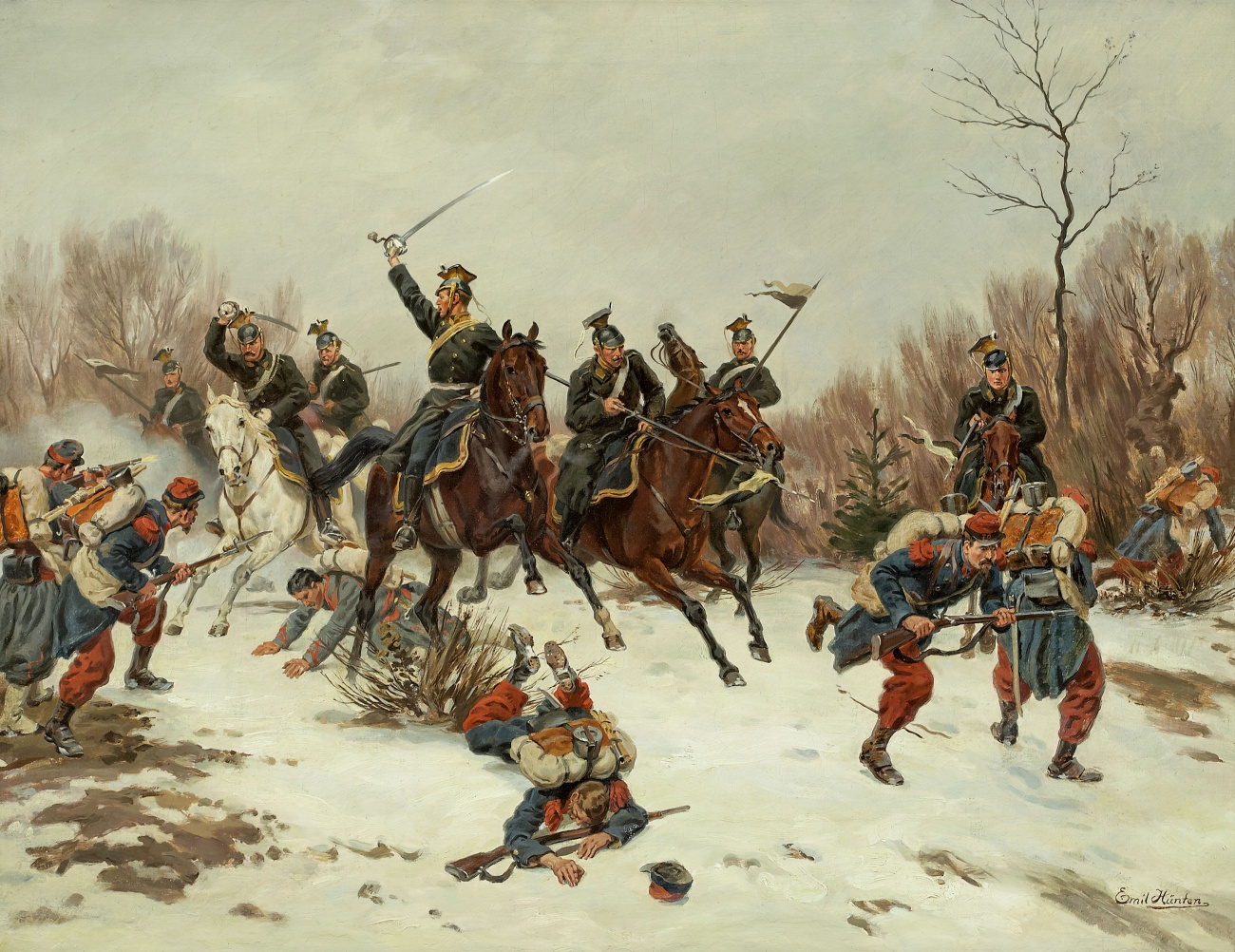
Gefecht zwischen Reitern eines preußischen Ulanen-Regiments und französischen Infanteriesoldaten, Gemälde von Emil Hünten

Als Teil der 7. Kavallerie-Brigade der 5. Kavallerie-Division nahm das Regiment in den Jahren 1870/71 am Krieg gegen Frankreich teil und operierte in einem Gebiet zwischen Cambrai und Bapaume im Norden, Dieppe im Westen sowie Rouen, Beauvais und Mondidier im Süden. Beteiligt war es unter anderem an den Schlachten bei Colombey, Noisseville, Amiens, Bapaume und Saint-Quentin.
Ende des 19. Jahrhunderts befand sich das Regiment in der „Ulanen-Kaserne“ an der Roßstraße, heute Standort des Landesbetriebs Information und Technik Nordrhein-Westfalen. 1890 zogen Teile des Regiments an einen neuen, rund 10 Hektar großen Kasernenstandort in Düsseldorf-Derendorf, der von der Roßstraße, der Johannstraße, der Ulmenstraße und der Tannenstraße umschlossen wird. Für den Bau der neuen Reiterkaserne der Ulanen war im Reichsetat 1880/81 eine Summe von 400.000 Mark vorgesehen worden.
Aus Anlass des Boxeraufstands beteiligten sich ab Juli 1900 einige Offiziere und Mannschaften des Regiments an einer Strafexpedition nach China (Ostasiatisches Expeditionskorps). Gleiches geschah bei Kämpfen in deutschen Kolonien in Afrika.
Zur Bildung des Jäger-Regiments zu Pferde Nr. 8 musste das Regiment zum 1. Oktober 1913 die 4. Eskadron abgeben.
Als 1914 der Erste Weltkrieg ausbrach, wurde das Regiment auf den Truppenübungsplatz Elsenborn verlegt. Dort wurde es wie das 2. Westfälische Husaren-Regiment Nr. 11 in die 14. Kavallerie-Brigade der 9. Kavallerie-Division eingegliedert. Am 4. August 1914 begann der Vormarsch zur belgischen Grenze, die bei der Ortschaft Francorchamps überschritten wurde. Am 24. August 1914 erfolgte der Vorstoß über die französische Grenze, der bis Beton-Bazoches führte. Rückzugsgefechte warfen die Einheit über Soissons hinter die Aisne zurück. Ende Oktober 1914 wurde das Regiment als Armeereserve bei Tourcoing in Stellung gebracht und am 6. November 1914 an die Ostfront nach Hohensalza verlegt. Bis Januar 1915 nahm es unter anderem an Kämpfen bei Zichlin teil. Im Sommer 1915 erfolgte der Vormarsch über die Weichsel. Im September 1915 focht das Regiment in der Schlacht bei Wilna. Nachdem sich das Regiment zwischen Ende Oktober 1915 und Mitte Februar 1916 am Stellungskrieg zwischen Swir und Naratsch beteiligt hatte, wurde es bis Mitte August 1916 in eine Ruhephase geschickt, die es im Raum Plock, Lipno und Rippin zubrachte, um danach an den Stochid verlegt zu werden. Am 19. März 1918 begann die Verlegung auf den Truppenübungsplatz Zossen und am 14. April 1918 die Verlegung an die Westfront in die Gegend von Maubeuge. Bei Saint-Souplet unterstützte das Regiment im Frühsommer 1918 den Stellungskampf, bevor es am 7. Juli 1918 an den Frontabschnitt bei Sainte-Marie-à-Py verlegt wurde, worauf es wieder eine Ruhephase erhielt. Danach erfolgte bis Mitte August 1918 ein Einsatz im Frontabschnitt Soissons als Eingreiftruppe der Jäger-Division. Bis Anfang September 1918 nahm es anschließend wieder an Kämpfen bei Soissons teil. Nach einer erneuten Ruhephase im Raum Laon wurde die Einheit am 22. September 1918 an den Frontabschnitt bei Suippes verlegt, wo sie am 6. Oktober 1918 bei Pontfaverger in Stellung ging. Im Oktober folgte noch ein Einsatz im Frontabschnitt Rethel, den das Regiment bei Rückzugsgefechten im November verließ, um kurz nach dem Waffenstillstand von Compiègne am 13. November 1918 den Rückmarsch anzutreten.
Per Bahn gelangte das Regiment Mitte November 1918 von Neunkirchen nach Potsdam. Am 9. Dezember 1918 wurde es von Potsdam nach Steglitz verlegt und als Teil der Garde-Kavallerie-Schützen-Division kurz darauf auf die neue Reichsregierung vereidigt. Nachdem das Regiment zunächst erneut über Blumberg am 23. Dezember 1918 nach Nikolassee verlegt worden war, wurde es gleich am folgenden Tag als Kampfreserve gegen meuternde Matrosen eingesetzt. Bis zum 12. März 1919 folgten weitere Einsätze gegen Aufständische und Spartakisten. Dann führte es eine Verlegung nach Großbeeren, Kleinbeeren und Genshagen durch und am 27. April 1919 eine Verlegung in den Raum München, wo das Regiment ebenfalls an Einsätzen gegen Aufständische teilnahm. Nach sechs Wochen wurde es dann Richtung Berlin zurückbeordert und bei Strausberg, Wilkendorf und Garzau untergebracht. Nachdem Ende Juli 1919 die Garde-Kavallerie-Schützen-Division aufgelöst worden war, gliederte man die verbliebenen Reste des Westfälischen Ulanen-Regiments Nr. 5 zum 1. Oktober 1919 in das I. Bataillon des Reichswehr-Schützen-Regiments 61 ein, das nach Düsseldorf verlegt wurde.

## Regimentschef
König Friedrich Wilhelm IV. ernannte am 23. März 1842 Herzog Adolph von Nassau zum Regimentschef, der diese Stellung bis zu seinem Tod im Jahr 1905 bekleidete.

## Kommandeure
| Dienstgrad                  | Name                                 | Datum                                                              |
| --------------------------- | ------------------------------------ | ------------------------------------------------------------------ |
| Major/Oberstleutnant/Oberst | Karl Ludwig von Zastrow              | 29. März 1815 bis 29. Oktober 1825                                 |
| Oberst                      | Georg Karl von Hessen                | 30. März 1826 bis 11. Februar 1827 (mit der Führung beauftragt)    |
| Oberstleutnant              | Heinrich von Wedel                   | 30. März 1827 bis 29. März 1829 (mit der Führung beauftragt)       |
| Oberstleutnant/Oberst       | Heinrich von Wedel                   | 30. März 1829 bis 17. August 1837                                  |
| Oberstleutnant              | Karl Vitzthum von Eckstedt           | 18. August 1837 bis 6. April 1842                                  |
| Oberstleutnant              | Hans-Georg von Hochwächter           | 07. April 1842 bis 30. Juni 1843                                   |
| Oberstleutnant              | Reinhard zu Solms-Laubach            | 01. Juli 1843 bis 15. Januar 1844 (mit der Führung beauftragt)     |
| Oberstleutnant/Oberst       | Reinhard zu Solms-Laubach            | 16. Januar 1844 bis 23. August 1848                                |
| Oberstleutnant/Oberst       | Heinrich von Randow                  | 24. August 1848 bis 12. August 1853                                |
| Oberstleutnant/Oberst       | Edwin von Manteuffel                 | 01. Oktober 1853 bis 17. Dezember 1856                             |
| Major/Oberstleutnant/Oberst | Ferdinand von Rohr                   | 08. Januar 1857 bis 12. April 1861                                 |
| Major                       | Eugen von Richthofen                 | 13. April bis 28. Juli 1861 (mit der Führung beauftragt)           |
| Major/Oberstleutnant/Oberst | Eugen von Richthofen                 | 29. Juli 1861 bis 12. Juni 1867                                    |
| Major                       | Egmont von Reitzenstein              | 13. Juni bis 19. August 1867 (mit der Führung beauftragt)          |
| Major/Oberstleutnant/Oberst | Egmont von Reitzenstein              | 20. August 1867 bis 15. Oktober 1873                               |
| Oberstleutnant              | Louis von Lützow                     | 16. Oktober 1873 bis 16. Februar 1874 (mit der Führung beauftragt) |
| Oberstleutnant/Oberst       | Louis von Lützow                     | 17. Februar 1874 bis 13. Oktober 1882                              |
| Oberstleutnant/Oberst       | Georg von Schnackenberg              | 14. Oktober 1882 bis 3. Dezember 1888                              |
| Würt. Oberstleutnant/Oberst | Constantin von Bayer-Ehrenberg       | 04. Dezember 1888 bis 16. Juni 1893                                |
| Oberstleutnant              | Waldemar von Rochow                  | 17. Juni 1893 bis 19. Mai 1896                                     |
| Oberstleutnant              | Hans von Dittmar                     | 20. Mai 1896 bis 14. Juni 1898                                     |
| Oberstleutnant/Oberst       | Ferdinand von Brühl                  | 15. Juni 1898 bis 17. April 1903                                   |
| Oberstleutnant              | Georg von Bodecker                   | 18. April 1903 bis 17. Juli 1905                                   |
| Oberstleutnant              | Raimund von Pelet-Narbonne           | 18. Juli 1905 bis 17. Februar 1908                                 |
| Oberst                      | Oskar von Frankenberg und Proschlitz | 18. Februar 1908 bis 16. Mai 1910                                  |
| Oberstleutnant              | Iwan von Mackensen                   | 17. Mai 1910 bis 19. März 1911                                     |
| Oberstleutnant/Oberst       | Adolf von Normann-Loshausen          | 20. März 1911 bis 25. Dezember 1914                                |
| Major/Oberstleutnant        | Adolf von Carnap                     | 26. Dezember 1914 bis 4. September 1918                            |
| Major                       | Carlo von Hanstein                   | 05. September 1918 bis April 1919                                  |
| Major                       | Curt von Goßler                      | April bis 30. September 1919                                       |

## Bekannte weitere Regimentsangehörige
| - Alhard von Burgsdorff - Hans-Heinrich Dieckhoff - Alfred zu Dohna-Schlobitten - Ferdinand von Dörnberg - Arthur Hauth - Friedrich von Hohenzollern-Sigmaringen - Adolf von der Horst - Erich Klausener - Wilhelm Momm - Hermann Münchmeyer der Jüngere - Franz von Papen - Curt von Pfuel | - Hunold von Plettenberg-Oevinghausen - Hermann von Rantzau - Nikolaus von Rauch - Paul von Rautenberg-Garczynski, u. a. Teilnehmer des Ostasiatischen Expeditionskorps - Alfred von Reumont - Albert von Sachsen-Altenburg - Friedrich August von Schack - Ferdinand von Sydow - Fritz Thyssen - Heinrich Thyssen - Max Trinkaus |

## Festspiel
Im Jahr 1890 wurde in Düsseldorf unter dem Titel „Festspiel des Westfälischen Ulanen-Regiments Nr. 5 zur Feier seines 75jährigen Bestehens“ ein Festspiel aufgeführt, das der in Düsseldorfer lebende russische Hauptmann a. D. und Dramatiker Edmund Henoumont verfasst hatte und das die Gründungssituation des Regiments in einem humoristischen Sittenbild beschreibt. Das Bühnenstück spielt im Juni 1815 in der Stube eines Bauernhauses an der belgisch-luxemburgischen Grenze. In ihm treten zwei bergische Husaren, die sich als Musspreußen empfinden, sowie ein brandenburgischer und ein schlesischer Ulan auf. Alle sind zur Bildung des neuen Ulanen-Regiments bestimmt worden.

## Ulanendenkmal

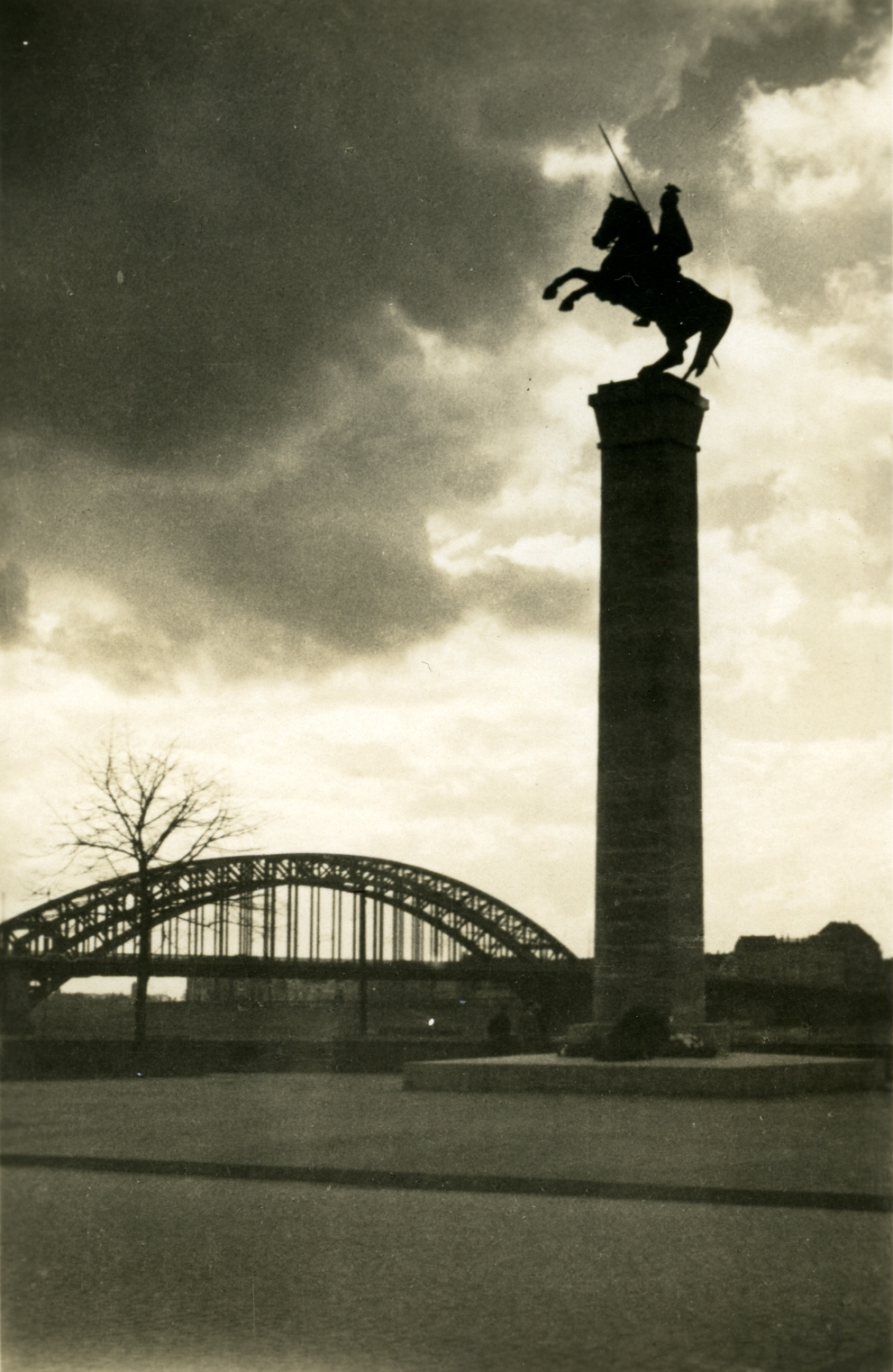
Ulanendenkmal mit einem Bogen der Oberkasseler Brücke im Hintergrund, Aufnahme um 1929

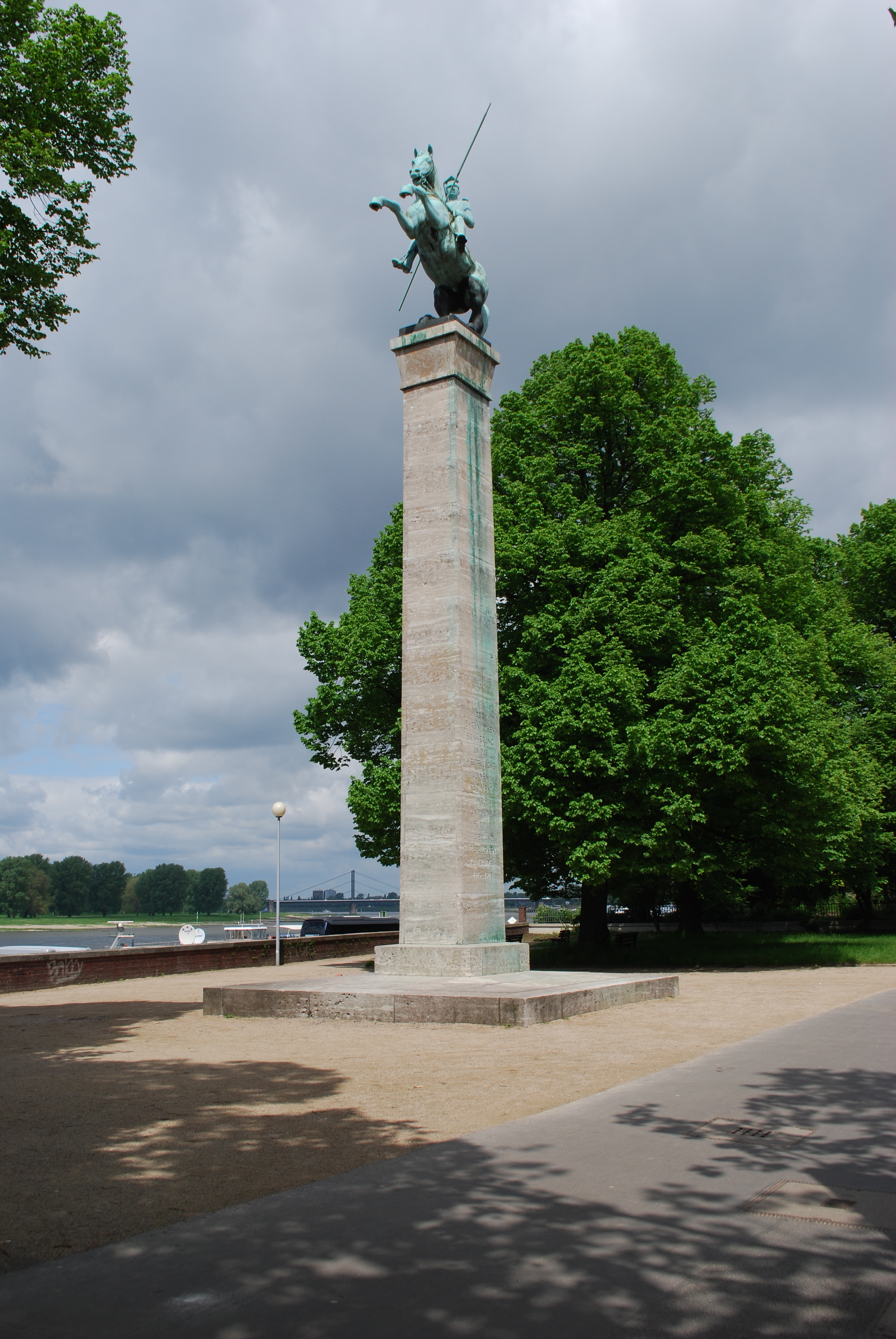
Ulanendenkmal heute, Aufnahme von 2012

1925, kurz nach der Ruhrbesetzung, bei der Düsseldorf das Hauptquartier der französischen Besatzer gewesen war, regte sich eine Initiative ehemaliger Ulanen, für gefallene Kameraden ein Denkmal in Düsseldorf zu errichten. Diese Initiative wurde angeführt von Generalmajor Adolf von Normann-Loshausen (1864–1927), dem letzten Regimentskommandeur vor dem Ersten Weltkrieg. Ein Standort am Napoleonsberg im Düsseldorfer Hofgarten, der zunächst in Betracht gezogen worden war, stieß auf den Widerstand des Hofgarten- und Friedhofausschusses der Stadt. Danach fassten die Planer einen Standort am Rhein vor dem Museumskomplex am Ehrenhof ins Auge. Ein erster Entwurf, den eine Denkmalkommission durch Wilhelm Kreis dafür entwickeln ließ, fand nicht die Zustimmung der Ulanen. Schließlich erhielt der Bildhauer Richard Langer für den Entwurf eines Reiterdenkmals den Zuschlag. Dieser Entwurf besteht aus einer schlichten Muschelkalk-Stele, auf deren 15,5 Meter hohen Spitze die 1673 kg schwere Bronzeskulptur eines mit Lanze bewaffneten Ulanenreiters auf einem steigenden Ross angebracht ist. Die Ausführung des rund 40.000 Mark teuren Auftrags ging an die Firmen Ernst Sandvoß aus Düsseldorf, Steinindustrie C. Vetter und Düsseldorfer Bronzeguß. Am 26. Mai 1929 wurde das Kriegerdenkmal feierlich eingeweiht. Festreden hielten Franz von Papen als Ehrenvorsitzender der Denkmalkommission und des „Verbandes ehemaliger 5. Ulanen“ sowie Robert Lehr als Oberbürgermeister Düsseldorfs.